# نزلة عبيد
قرية نزلة عبيد هي إحدى القرى التابعة لمركز المنيا بمحافظة المنيا في جمهورية مصر العربية. حسب إحصاءات سنة 2006، بلغ إجمالي السكان في نزلة عبيد 12594 نسمة، منهم 6646 رجلا و5948 امرأة.